# Королівська бестія
Королівська бестія (англ. A Royal Rogue) — американська короткометражна комедія режисера Ферріса Гартмана 1917 року.

## У ролях
- Біллі Армстронг — бармен
- Реймонд Гріффіт — фальшивий герцог
- Хуаніта Гансен — дочка ювеліра
- Халлам Кулі — її хлопець
- Джек Гендерсон — ювелір
- Марта Трік — неодружена пані
- Реймонд Расселл — незнайомець, що ховається
- Джек Перрін